# Municipio de Fox (condado de Kendall)
El municipio de Fox (en inglés: Fox Township) es un municipio ubicado en el condado de Kendall en el estado estadounidense de Illinois. En el año 2010 tenía una población de 1675 habitantes y una densidad poblacional de 17,65 personas por km².

## Geografía
El municipio de Fox se encuentra ubicado en las coordenadas 41°35′30″N 88°32′56″O / 41.59167, -88.54889. Según la Oficina del Censo de los Estados Unidos, el municipio tiene una superficie total de 94.88 km², de la cual 93,67 km² corresponden a tierra firme y (1,28 %) 1,21 km² es agua.

## Demografía
Según el censo de 2010, había 1675 personas residiendo en el municipio de Fox. La densidad de población era de 17,65 hab./km². De los 1675 habitantes, el municipio de Fox estaba compuesto por el 96,36 % blancos, el 0,54 % eran afroamericanos, el 0,06 % eran amerindios, el 0,66 % eran asiáticos, el 0,9 % eran de otras razas y el 1,49 % eran de una mezcla de razas. Del total de la población el 2,57 % eran hispanos o latinos de cualquier raza.